# Tribolonotus annectens
Tribolonotus annectens là một loài thằn lằn trong họ Scincidae. Loài này được Zweifel mô tả khoa học đầu tiên năm 1966.